# محمد زبير عمر
محمد زبير عمر (بالإنجليزية: Muhammad Zubair Umar)‏ (1938 في لكناو - ) سياسي من باكستان. ينتمي إلى الرابطة الإسلامية الباكستانية. تولى منصب حاكم إقليم السند.